# Regős István (festő)
Regős István (Budapest, 1954. szeptember 17.–) Munkácsy Mihály-díjas magyar festő, képzőművész.

## Élete
Középiskolai tanulmányait 1969-1973 között a Képző- és Iparművészeti Szakközépiskola Díszítőfestő szakán végezte, majd két éven át díszítőfestő munkákat vállalt az Országos Szakipari Vállalat alkalmazottjaként (Szépművészeti Múzeum, Andrássy úti paloták, Országház, Vakok Intézete). 1975-80 között a Magyar Képzőművészeti Főiskola (ma: Magyar Képzőművészeti Egyetem) Festő szakán tanult. Mestere Sváby Lajos. 1986-tól tagja a Fiatal Képzőművészek Stúdiója Egyesületnek, a Magyar Festők Társaságának, a Szentendrei Grafikai Műhelynek és alapító tagja a szentendrei ARTéria Galériának.
1973-tól Szentendrén él és dolgozik. 1998-ban feleségével, Regős Annával megalapították a Palmetta Design Galériát. 2013-ban Budapesten megnyitották a Palmetta Design és Textilművészeti Galériát.

## Munkássága
1985-ben jelentkezett először önálló kiállítással a korábban a Vajda Lajos Stúdióval kiállító Sváby-növendék festő, aki nem véletlenül nevezi meg éppen Magritte-ot, Ensort és Mrožeket az őt ért hatások közül: a kezdetektől karakteres piktúráját egyaránt illethetjük emblematikus-szürreális, naiv-expresszív vagy abszurd-groteszk jelzőkkel. 
A szentendrei festészet ef Zámbó–Wahorn–fe Lugossy nevével fémjelezhető vonulatának is sokat köszönhet, különösen az irónia tekintetében ez a pszeudo-naiv, a historikus-eklektikus nosztalgiákat, a metafizikus festészetet és a giccset egyaránt nyersanyagnak tekintő letisztult formavilágú művész, akinek mágikus realista képfelfogása szintén nem előzmények nélküli a magyar művészetben. A tradicionális táblaképfestészet megszüntetve megőrzését célozzák olykor shaped canvas, olykor kollázstechnikával készült, sokszor farostlemezre akrillal festett kabinetképei, melyekre mohát, babaszemeket, címkéket stb. applikál egyfajta túlhangsúlyozott, s így ironikus festői hatás érdekében. Nemcsak a táblakép síkjából terjeszkedik a harmadik dimenzió felé, hanem assemblage-okkal, kép-tárgyaiból összeállított installációkkal is. 
Művei tematikus ciklusokba rendezhetők, a Gyermekkor-képeket követően születtek meg a Kastély-sorozat darabjai, majd a Reformkor-művek (Hídavatás, 1992) következtek, de önálló egységet alkot a szélfajtákat feldolgozó festménysorozat (Bóra, Föhn, Nemere, 1992) és az időhöz, az óraszerkezetekhez kötődő, óralapokat és óramutatókat képbe-képtárgyba komponáló alkotások sora (Time, 1993; Alagút, 1994; Archeológia, 1994). Képeit olykor rúdra tekerhető, szertárba való szemléltető eszközökként állítja elénk, Világvevő c. műve (1994) képkeretbe foglalt "kiterített" rádió. A képre, mint a demonstráció eszközére reflektáló emblematikus tömörségű, az egykori lőtáblák és cégérek hangulatát idéző piktúrájának egyéni vonásai a posztmodern giccsközeli tendenciáival együtt érvényesülnek nagyméretű akrilképein éppúgy, mint szitanyomatain vagy rézkarcain.

## Egyéni kiállítások (válogatás)
- 1985 – Vajda Lajos Stúdió Pinceműhely, Szentendre
- 1987 – Gyermekkor, Fiatal Művészek Klubja, Budapest
- 1989 – Reformkor, Stúdió Galéria, Budapest
- 1992 – Szeles idők, Fészek Művészklub, Budapest / Várfok Galéria, Budapest
- 1994 – Várfok Galéria, Budapest
- 1995 – Művésztelepi Galéria, Szentendre
- 1996 – Várfok Galéria, Budapest
- 2000 – ARTéria Galéria, Szentendre
- 2002 – Várfok Galéria, Budapest
- 2005 – Szentendrei Képtár, Szentendre
- 2006 – Időutazás, Várfok Galéria, Budapest / Raiffeisen Galéria, Budapest
- 2008 – Bartók 32 Galéria, Budapest
- 2009 – 20’21 Galéria, Budapest / Europ’art, Genf, Svájc (CH)
- 2010 – Gyulai Várszínház Galéria, Gyula / Art Fair, Műcsarnok, Budapest
- 2012 – BTM Budapest Galéria, Budapest
- 2016 – Fényjátéktér, Ferenczy Múzeumi Centrum, Szentendre

## Csoportos kiállítások (válogatás)
- 1983-2002 – Szentendrei Tárlatok
- 1986-1991 – Stúdiós kiállítások
- 1988 – Szaft – A V:L:S: és meghívott vendégeinek közös kiállítása, Ernst Múzeum, Budapest
- 1990 – Magyar Festészet, Ystad, Svédország (SE)
- 1990 – Six Hungarian Artists, Szöul, Dél-Korea (KR)
- 1990 – Kelet-Európai Festészet, De Dolen, Rotterdam, Hollandia (NL)
- 1991 – I. Groteszk Kiállítás, Kaposvár
- 1991 – Budapest – Contemporary Hungarian Art, Dublin, Írország (IE)
- 1992 – Kortárs magyar festészeti kiállítás, Experimental Art Foundation, Adelaide, Ausztrália (AU)
- 1994 – Festival International de la Peinture, Cagnes-sur-Mer, Franciaország (FR)
- 1995 – Piranesi, Szépművészeti Múzeum, Budapest
- 1997 – Magyar Szalon, Műcsarnok, Budapest
- 1997 – Olaj-vászon, Műcsarnok, Budapest
- 1997 – Budapest 125, Budapest Galéria, Budapest
- 1999 – Kortárs Magyar Művészet, Europalia Festival, Brüsszel (BE)
- 2001 – Dialógus, Műcsarnok, Budapest
- 2001 – A XX. század ujjlenyomata, Budapesti Történeti Múzeum, Budapest
- 2003 – Metropolisz, Várfok Galéria XO terem, Budapest
- 2004 – Reflexiók, Várfok Galéria XO terem, Budapest
- 2005 – ARC poetika, Várfok Galéria XO terem, Budapest
- 2006 – Az út 1956–2006, Műcsarnok, Budapest
- 2007 – Akkor és most – válogatás a Fiatal Képzőművészek Stúdiójának archívumából, Millenáris Teátrum, Budapest
- 2008 – Kép a képben, Várfok Galéria, Budapest
- 2009 – Tolerance In Art – szlovák és magyar művészek kiállítása, Danubiana, Szlovákia (SK)
- 2010 – 11 év – Válogatás a Ferenczy Múzeum új szerzeményeiből, Szentendrei Képtár
- 2010 – Hommage á Puskás Öcsi, Hotel Boscolo, New York-palota, Budapest
- 2010 – Kapcsolat 2010, Kecskemét, Nagybánya
- 2010 – Különleges, MeMoArt Galéria, Budapest
- 2011 – Hommage á Liszt Ferenc, Eötvös 10 Kulturális Színtér, Budapest
- 2011 – ART MARKET Budapest, Millenáris
- 2011 – Hungart Ösztöndíj beszámoló kiállítás, Olof Palme-ház, Budapest
- 2011 – LINEART – Kortárs művészeti vásár, Gent, Belgium (BE)
- 2012 – ART PARIS Art Fair, Grand Palais, Párizs (FR)
- 2013 – ARTPLACC, Tihany
- 2014 – ARTPLACC, Tihany
- 2014 – Hungarikonok – Kárpáti gyűjtemény, Várkert Bazár, Budapest
- 2014 – Labirintus – MAOE kiállítás, MűvészetMalom, Szentendre
- 2014 – Ein blicke – Künstler aus Szentendre, Atelier Schwab, Wertheim am Main, Németország (DE)
- 2015 – Itt és most. Képzőművészeti Nemzeti Szalon 2015. Műcsarnok, Budapest

## Kötetei
- Regős István; szerzői, Szentendre, 2006
- Fény, játék, tér; Pauker Holding Kft., Bp., 2019 (Pauker collection)

## Díjak, ösztöndíjak
- 1986, 1988 – A Fiatal Képzőművészek Stúdiójának díjai
- 1988-1990 – Szőnyi-ösztöndíj
- 1991 – I. Groteszk Pályázat – Fődíj
- 1992 – Repülés-szárnyalás kiállítás – Fődíj
- 1992 – Salzburg város ösztöndíja
- 1996 – Lépés a jövőbe design pályázat – Különdíj
- 1996 – Salzburg tartomány ösztöndíja
- 1997 – Budapest 125 kiállítás – Különdíj
- 2002 – V. Országos Groteszk Kiállítás – Magyar Festők Társaságának díja
- 2004 – Munkácsy Mihály-díj
- 2010 – Hungart Ösztöndíj